# 6168 Ізнелло
6168 Ізнелло (6168 Isnello) — астероїд головного поясу, відкритий 5 березня 1981 року.
Тіссеранів параметр щодо Юпітера — 3,200.